# Gigametr
Gigametr (symbol: Gm) – wielokrotność metra, podstawowej jednostki długości w układzie SI. Jeden gigametr to 1 000 000 000 m. Jednostka może być zapisana w notacji naukowej jako 1 E+9 m (notacja wykładnicza) lub 1×109 m (notacja inżynieryjna), co równa się 1 000 000 000 × 1 m.